# Балванешти (Мехединци)
Балванешти (рум. Bâlvăneşti) насеље је у Румунији у округу Мехединци у општини Балванешти. Oпштина се налази на надморској висини од 520 m.

## Становништво
Према подацима из 2002. године у насељу је живело 1157 становника, од којих су сви румунске националности.

### Хронологија
| Година       | 1992 | 1993 | 1994 | 1995 | 1996 | 1997 | 1998 | 1999 | 2000 | 2001 | 2002 | 2003 | 2004 | 2005 | 2006 | 2007 | 2008 | 2009 | 2010 | 2011 | 2012 | 2013 | 2014 | 2015 | 2016 | 2017 |
| ------------ | ---- | ---- | ---- | ---- | ---- | ---- | ---- | ---- | ---- | ---- | ---- | ---- | ---- | ---- | ---- | ---- | ---- | ---- | ---- | ---- | ---- | ---- | ---- | ---- | ---- | ---- |
| Становништво | 1277 | 1252 | 1235 | 1222 | 1204 | 1178 | 1176 | 1147 | 1154 | 1131 | 1101 | 1061 | 1073 | 1042 | 1017 | 1004 | 1028 | 1008 | 998  | 994  | 970  | 955  | 946  | 925  | 921  | 917  |